# Daisy és Ollie
A Daisy és Ollie (eredeti cím: Daisy and Ollie) 2017-től futott brit televíziós 2D-s animációs sorozat. Az Egyesült Királyságban a Cartoonito és Channel 5 vetítette, Magyarországon a JimJam adta.

## Ismertető
Minden epizódban a karakterek egy napot töltenek Daisy házában, és minden élethelyzetük során Daisy és Ollie feltesznek egy kérdést Daisy apjának. Miután megtudták a választ erre a kérdésre, eléneklik a kérdések dalt, apu pedig tanácsokat ad a nézőknek a kérdéssel kapcsolatban, és aláír.